# Yakutat
Yakutat é uma cidade e um dos 18 distritos organizados do estado americano do Alasca. É um distrito organizado, ou seja, que possui o poder e o dever de fornecer certos serviços públicos aos seus habitantes. Possui uma área de 24,499 km², uma população de 808 habitantes e uma densidade demográfica de menos de 0,04 hab/km². A cidade de Yakutat é a maior cidade dos Estados Unidos em área.